# Svendborg Teater
Svendborg Teater ligger i centrum af Svendborg by.
Svendborg teater blev bygget i 1897 efter tegninger af Emil Schwanenflügel, men der har tidligere ligget andre teatre og bygninger, som blev brugt af teaterlivet og til underholdningsbrug.
Teatrets første direktør var Oddgeir Stephensen.